# هاسبورن
هاسبورن (به آلمانی: Hasborn) یک شهر در آلمان است که در برنکاستل-ویتلیش واقع شده‌است. هاسبورن ۵۶۲ نفر جمعیت دارد.